# Leonurina
Leonurina es uno de los componentes químicos de la planta sudafricana Leonotis leonurus. Es un  alcaloide levemente psicoactiva encontrado en las especies Leonotis nepetifolia, Leonurus japonicus, Leonurus cardiaca, así como en otras plantas de la familia Lamiaceae. La leonurina se extrae fácilmente en agua, así como a partir del aceite esencial de Leonurus sibiricus.

## Síntesis química
1. Trimetil ácido gálico ( Ácido eudesmico ) se escinde con ácido sulfúrico al 20%.
2. El ácido siríngico está protegido con cloroformiato de etilo.
3. El ácido 4-carboethoxysyringico se hace reaccionar con cloruro de tionilo SOCl2.
4. El residuo se hace reaccionar con THF dando éster 4-cloro-1-butílico del ácido 4-carboethoxysyringico
5. La síntesis de Gabriel (Potasio pthalimida ) seguido de hidrazinolisis ( procedimiento Ing-Manske ).
6. El último paso es la reacción de la amina con sal de S-metilisotiourea hemisulfato,[3] yielding 4-Guanidina-1-butanol Syringate.

Leonurine synthesis.

## Usos tradicionales
Los usos principales incluyen el tratamiento de:
- Infecciones del tracto respiratorio causadas por Streptococcus pneumoniae y el grupo A-β hemolítico estreptococos.
- La otitis media debido a S. pneumoniae, Haemophilus influenzae, Moraxella catarrhalis, estafilococos, estreptococos, y N. catarrhalis.
- Infecciones GU (incluyendo prostatitis aguda) debido a especies de Escherichia coli, Proteus mirabilis o  Klebsiella.
- Infecciones óseas causadas por P. mirabilis o estafilococos.
- Infecciones en la piel y debida a estructura de la piel estafilococos y estreptococos.

## Publicaciones
- Cheng KF, Yip CS, Yeung HW, Kong YC (mayo de 1979). «Leonurine, an improved synthesis». Experientia 35 (5): 571-2. PMID 446644. doi:10.1007/BF01960323.

- Datos: Q410290